# Губіти
Губіти (пол. Gubity) — село в Польщі, у гміні Моронг Острудського повіту Вармінсько-Мазурського воєводства.
Населення — 116 осіб (2011).
У 1975-1998 роках село належало до Ольштинського воєводства.

## Демографія
Демографічна структура станом на 31 березня 2011 року:
|          | Загалом | Допрацездатний вік | Працездатний вік | Постпрацездатний вік |
| -------- | ------- | ------------------ | ---------------- | -------------------- |
| Чоловіки | 61      | 13                 | 42               | 6                    |
| Жінки    | 55      | 11                 | 26               | 18                   |
| Разом    | 116     | 24                 | 68               | 24                   |